# Il barcaiuolo d'Amalfi
Il barcaiuolo d'Amalfi è un film muto italiano del 1924 diretto da Telemaco Ruggeri, tratto dall'omonimo romanzo di Francesco Mastriani.

## Opere correlate
Il romanzo di Mastriani verrà nuovamente trasposto al cinema trent'anni dopo, con la pellicola Il barcaiolo di Amalfi diretta da Mino Roli nel 1954.